# Aghet : 1915, le génocide arménien
Pour plus de détails, voir Fiche technique et Distribution.
Aghet : 1915, le génocide arménien est un téléfilm-documentaire réalisé par Eric Friedler en 2010 et diffusé le 20 avril 2011 sur Arte. Basé sur de nombreux documents du ministère allemand des Affaires étrangères, il traite du génocide des Arméniens pendant la Première Guerre mondiale par le parti « Jeunes-Turcs » gouvernant l'Empire ottoman.

## Synopsis
Aghet, se traduisant par « catastrophe » en arménien, est le mot utilisé pour désigner le massacre de plus d'un million d'Arméniens de l'Empire ottoman de 1915 à 1917. Le documentaire débute en évoquant le meurtre du journaliste Hrant Dink pour continuer sur le refus de la Turquie de reconnaître le génocide, les déclarations du premier ministre turc Recep Tayyip Erdogan ou encore le refus d'intervention du gouvernement impérial de l'Allemagne à l'époque, préfiguration d'un autre génocide, celui de la Shoah.

## Fiche technique
- Titre : Aghet : 1915, le génocide arménien
- Titre original : Aghet – Ein Völkermord
- Réalisateur : Eric Friedler
- Production : Catherine M. Trebitsch
- Musique : Klaukien Michael et Andreas Lonardoni
- Photo : Hanno Lentz
- Montage : Florentine Bruck
- Pays d'origine :
- Langue : Allemand
- Format : Couleur - Son : stéréo
- Durée : 83 minutes
- Année de réalisation : 2010
- Récompense : Prix du meilleur film documentaire de la Télévision allemande 2010
- Dates de diffusion :
  -  Allemagne : 20 avril 2011
  -  France : 20 avril 2011

## Distribution
- Martina Gedeck : Alma Johansson (en), infirmière suédoise
- Sylvester Groth : Martin Niepage, professeur à l'école allemande d'Alep
- Sandra Hüller : Tacy Atkinson, une aide-soignante à Kharpout
- Burghart Klaussner : Jakob Künzler, diacre suisse
- Charlotte Schwab : Karen Jeppe, professeur danois à Urfa et Alep
- Ludwig Trepte : Hambardzoum Sahakian, un survivant du génocide
- Friedrich von Thun : Henry Morgenthau, ambassadeur américain à Constantinople
- Hannah Herzsprung : Tagouhi Antonian, un survivant du génocide
- Beyer Hermann : Theobald von Bethmann-Hollweg, chancelier de l'Empire allemand
- Eckehard Hoffmann : Ernst Jakob Christoffel, chef d'un asile pour aveugles à Malatya et à Sivas
- Hanns Zischler : Leslie A. Davis, consul américain à Kharpout
- Thomas Heinze : Oscar Heizer, consul américain à Trébizonde
- Gottfried John : le général Friedrich Kress von Kressenstein, commandant du premier corps expéditionnaire turc en 1915
- Samuel Finzi : Johannes Lepsius, théologien
- Stefan Kurt : Raphael Lemkin
- Peter Lohmeyer : Wilhelm Litten, membre du consulat allemand à Tabriz
- Andreas Schmidt : Samuel S. McClure, éditeur américain et correspondant
- Joachim Król : Graf Wolff Metternich zur Gracht, ambassadeur allemand à Constantinople
- Ralph Misske : Johann Mordtmann, consul général allemand à Constantinople
- Thomas Thieme (de) : Walter Rossler, consul allemand à Alep
- Katharina Schüttler : Béatrice Rohner, infirmière suisse à Alep
- Axel Milberg : Harry Stürmer, correspondant du Quotidien de Cologne en Turquie
- Ulrich Noethen : Armin T. Wegner, médecin allemand dans l'armée ottomane

## Commentaires
Le film se présente sous la forme de témoignages de personnalités de l'époque — diplomates américain et allemand, médecins, enseignants, journalistes, survivants... — interprétées par nombre de célèbres acteurs allemands.
Le réalisateur et documentariste Eric Friedler commence ses recherches en 2009 dans le but de découvrir les raisons politiques qui amènent encore des États et des personnalités au déni du génocide arménien. Il parvient à regrouper des interviews de personnalités de la diaspora arménienne et du milieu intellectuel turc ainsi que des milliers de documents écrits par des journalistes, diplomates et missionnaires allemands de l'époque et conservés jusqu'aujourd'hui à Berlin, dans les archives du ministère allemand des Affaires étrangères,.